# 29905 Kunitaka
29905 Kunitaka este un asteroid din centura principală de asteroizi.

## Descriere
29905 Kunitaka este un asteroid din centura principală de asteroizi. A fost descoperit pe 21 aprilie 1999 la Nanyo de Tomimaru Okuni. Asteroidul prezintă o orbită caracterizată de o semiaxă mare de 2,67 ua, o excentricitate de 0,17 și o înclinație de 17,7° în raport cu ecliptica.